# IRIX
IRIX è un sistema operativo Unix aderente alle specifiche System V con estensioni BSD per sistemi MIPS sviluppato da Silicon Graphics (SGI).
Studiato per girare su stazioni di lavoro e server progettati e realizzati da SGI, utilizzati nell'ambito della grafica e dell'animazione di altissimo livello, IRIX vantava, come la gran parte dei sistemi Unix, un altissimo uptime, e un file system, l'XFS, tra i più efficienti. XFS è stato uno dei primi e più avanzati file system con il supporto del journaling.
In virtù del tipico impiego per il quale le stazioni di lavoro su cui girava erano destinate, IRIX godeva di un supporto particolarmente solido per la grafica 3D, per il trattamento del video e per i trasferimenti di grossi blocchi di dati. IRIX fu uno dei primi sistemi Unix a offrire un'interfaccia grafica per l'ambiente desktop. IRIX ha goduto molto a lungo del monopolio de facto sul mercato dell'animazione al computer e deteneva una posizione di rilievo nel mercato della visualizzazione scientifica proprio in virtù delle notevoli prestazioni nella grafica 3D.
Ogni quadrimestre veniva distribuita una versione di aggiornamento. Venivano sviluppati due rami: un ramo di manutenzione che includeva esclusivamente correzioni al kernel originario e uno di sviluppo che, oltre alle correzioni, includeva anche nuove funzionalità.

## La fine di IRIX
L'ultima versione di IRIX è stata la 6.5.
In un comunicato stampa del 6 settembre 2006 SGI ha annunciato l'abbandono della piattaforma MIPS/IRIX. La produzione è terminata il 29 dicembre 2006 e gli ultimi ordini sono stati evasi entro marzo 2007. Il supporto è stato garantito fino al 31 dicembre 2013.
Attualmente le rimanenti linee SGI utilizzano Linux.